# Plac Wolności w Opolu
Plac Wolności w Opolu – plac położony w Opolu w Śródmieściu, znajdujący się na południe od Starego Miasta.

## Położenie
Plac Wolności graniczy z wieloma ulicami. W południowej części graniczy z ul. Krakowską, na zachodniej z ul. Wolfganga Amadeusza Mozarta i we wschodniej części z ul. Ozimską.

## Historia

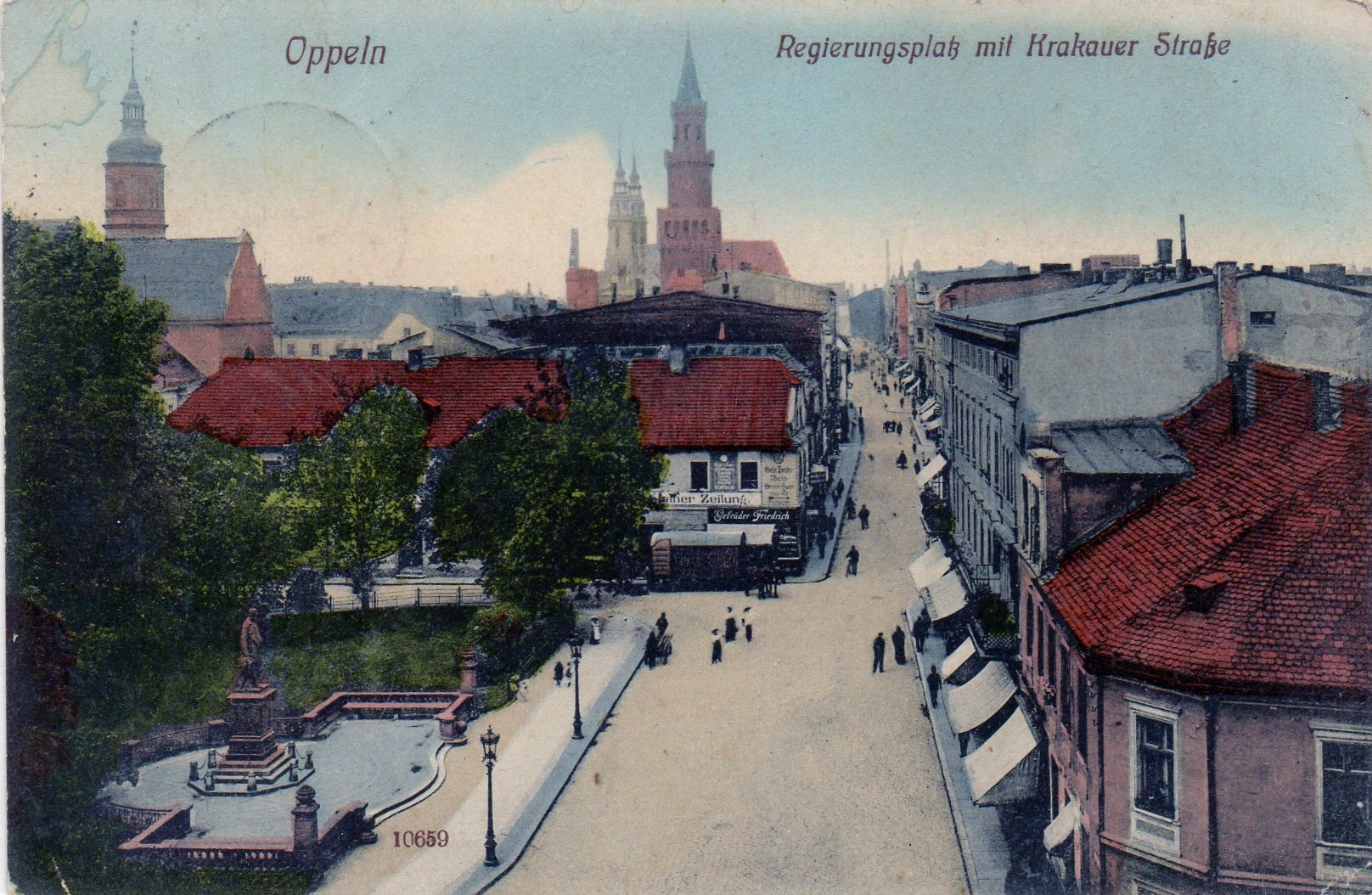
Plac Wolności przed 1917 roku

W średniowieczu plac Wolności był położony poza murami miasta. Potem ściany murów zostały zrównane z ziemią, ludność miasta Opola wzrosła. Jednym z pierwszych budynków był stary budynek rejencji opolskiej budowany w latach 1830-1833, skąd pochodziła pierwsza nazwa miejsca Regierungsplatz (Plac Rejencji). W 1930 roku rejencja przeniosła swoją siedzibę na Wyspę Pasieka. W 1891 roku na placu odsłonięto pomnik cesarza Wilhelma I.
Podczas II wojny światowej budynki znajdujące się wokół placu zostały niemal całkowicie zniszczone. Stary budynek rejencji i pomnik cesarza Wilhelma I zostały zrównane z ziemią, Dom Europa zniszczony, potem przebudowany. Obecnie w miejscu budynku rejencji znajduje się park.
Dnia 5 maja 1970 roku został odsłonięty Pomnik Bojownikom o Polskość Śląska Opolskiego zw. Opolska Nike, 30 lat później, w 2000 roku w parku został odsłonięty pomnik w kształcie armaty, poświęcony walce o województwa opolskiego.
Plac Wolności w ostatnich latach został całkowicie odnowiony i przebudowany. W pobliskim parku znajduje się fontanna zaprojektowana przez Floriana Jesionowskiego. 
W lecie regularnie na deptaku placu odbywają się liczne koncerty.

## Ważniejsze obiekty
- Pomnik Bojownikom o Polskość Śląska Opolskiego
- Klasztor Franciszkanów
- Fontanna
- Dom Europa
- Pomnik żołnierzy podziemia antykomunistycznego

## Galeria

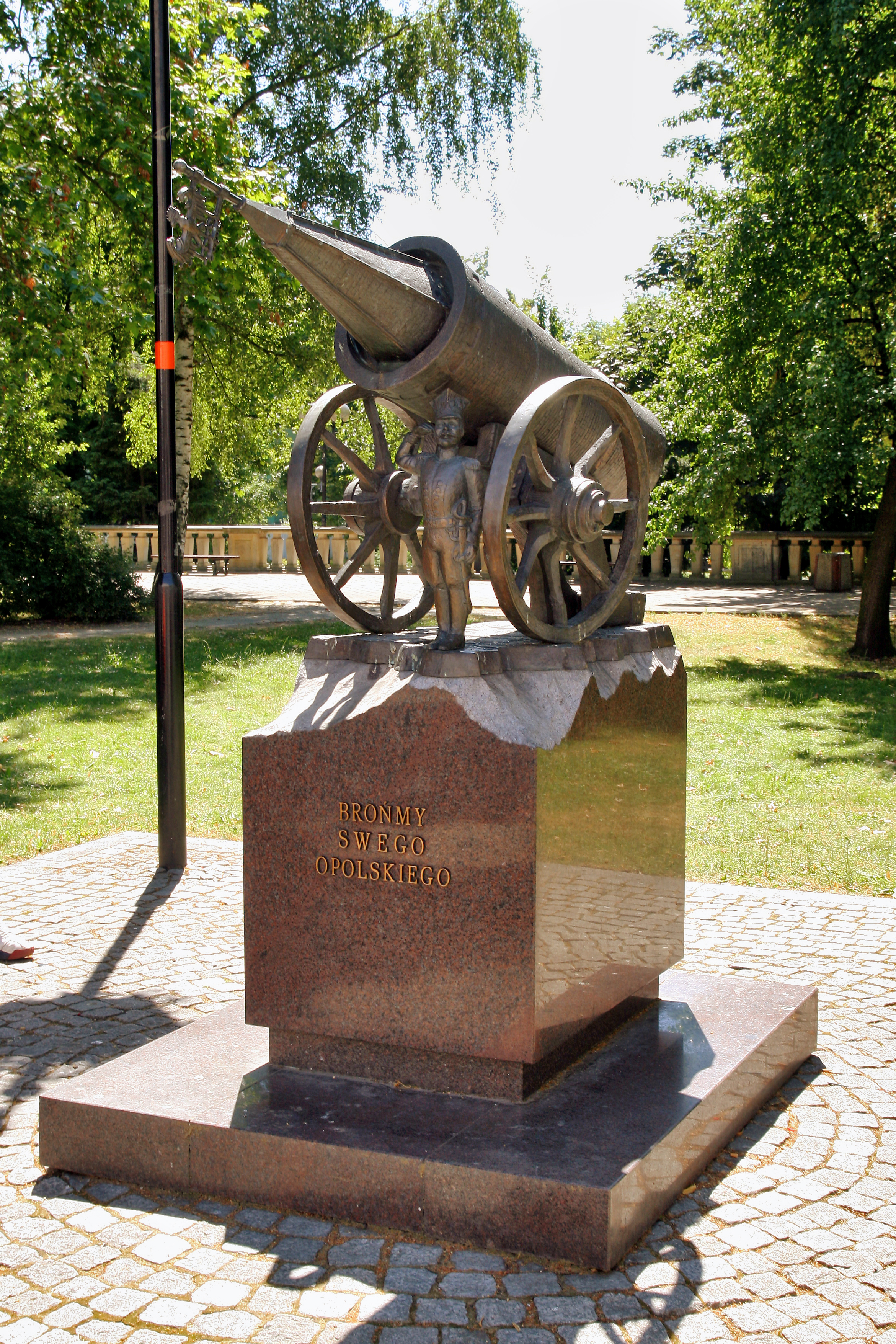
Pomnik pamięci boju o województwa opolskiego
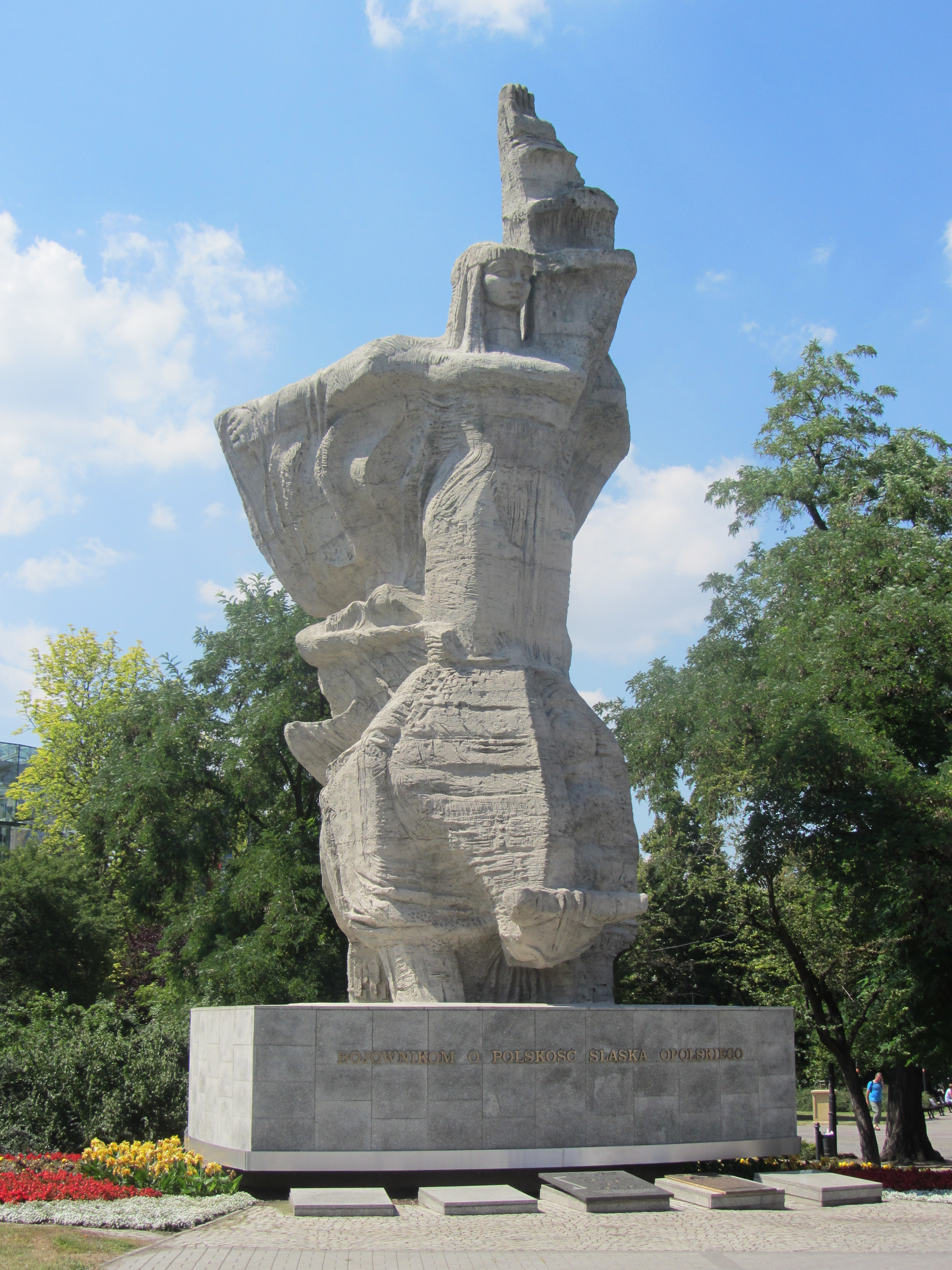
Pomnik Opolskiej Nike
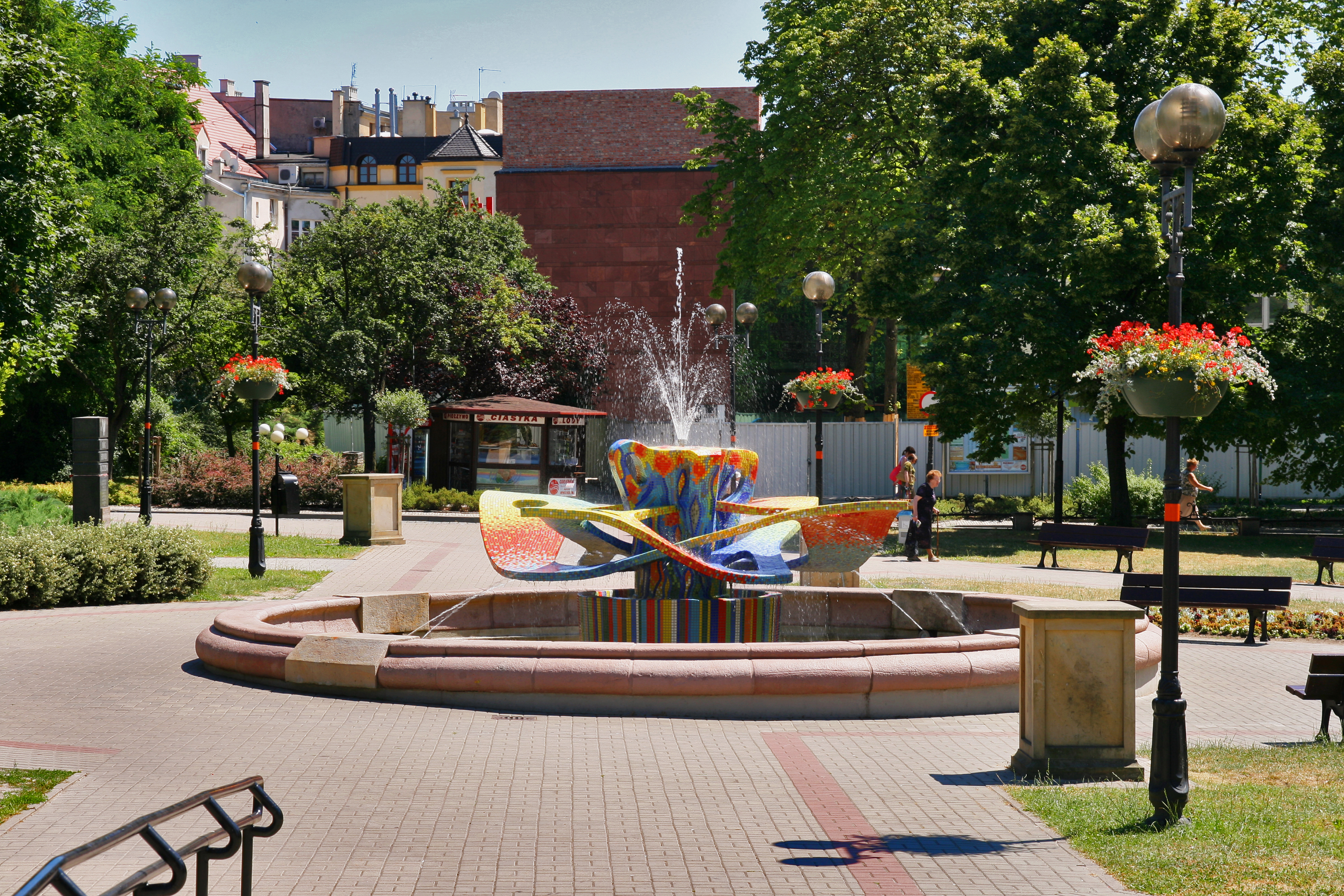
Fontanna w parku
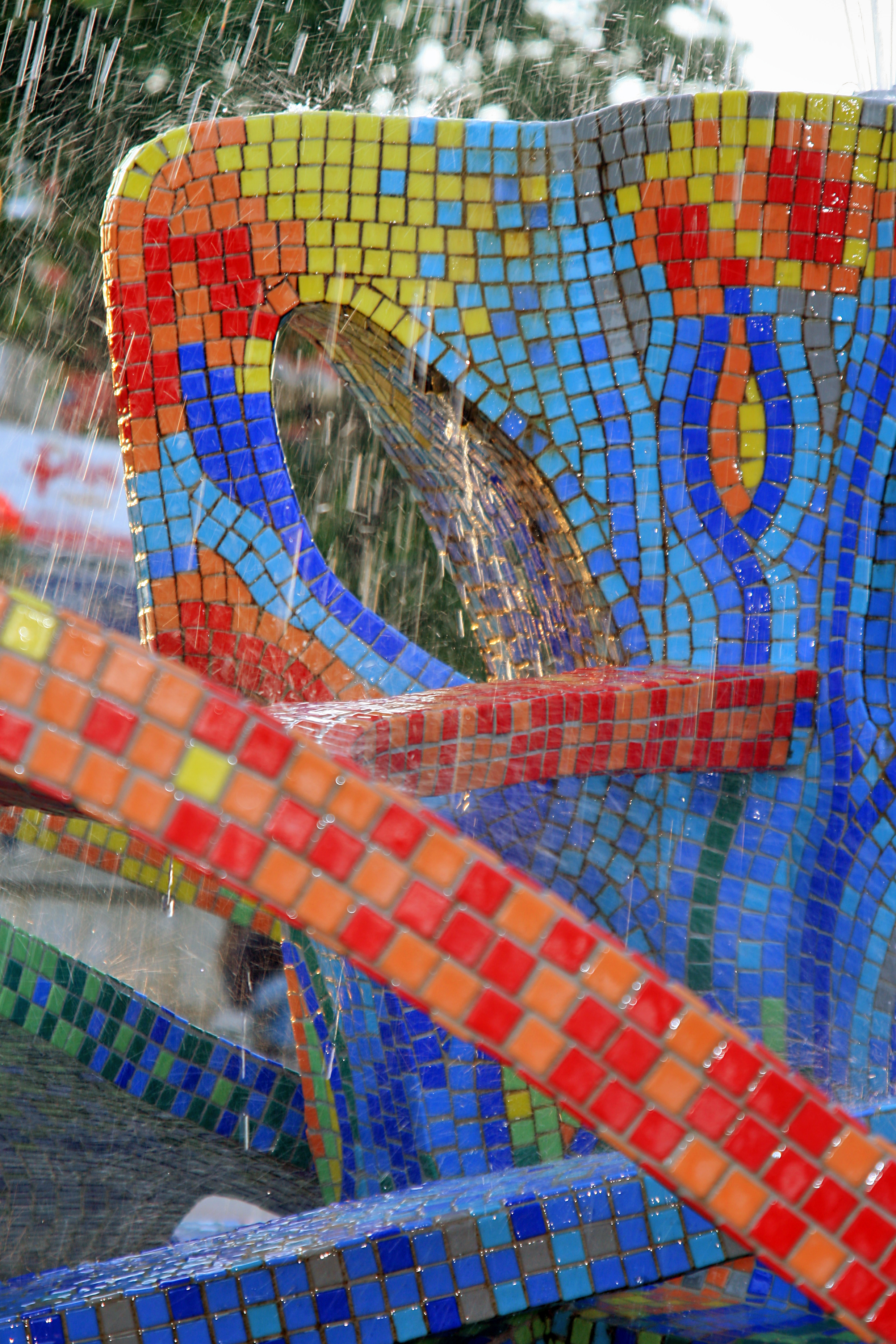
Fontanna na Placu Wolności
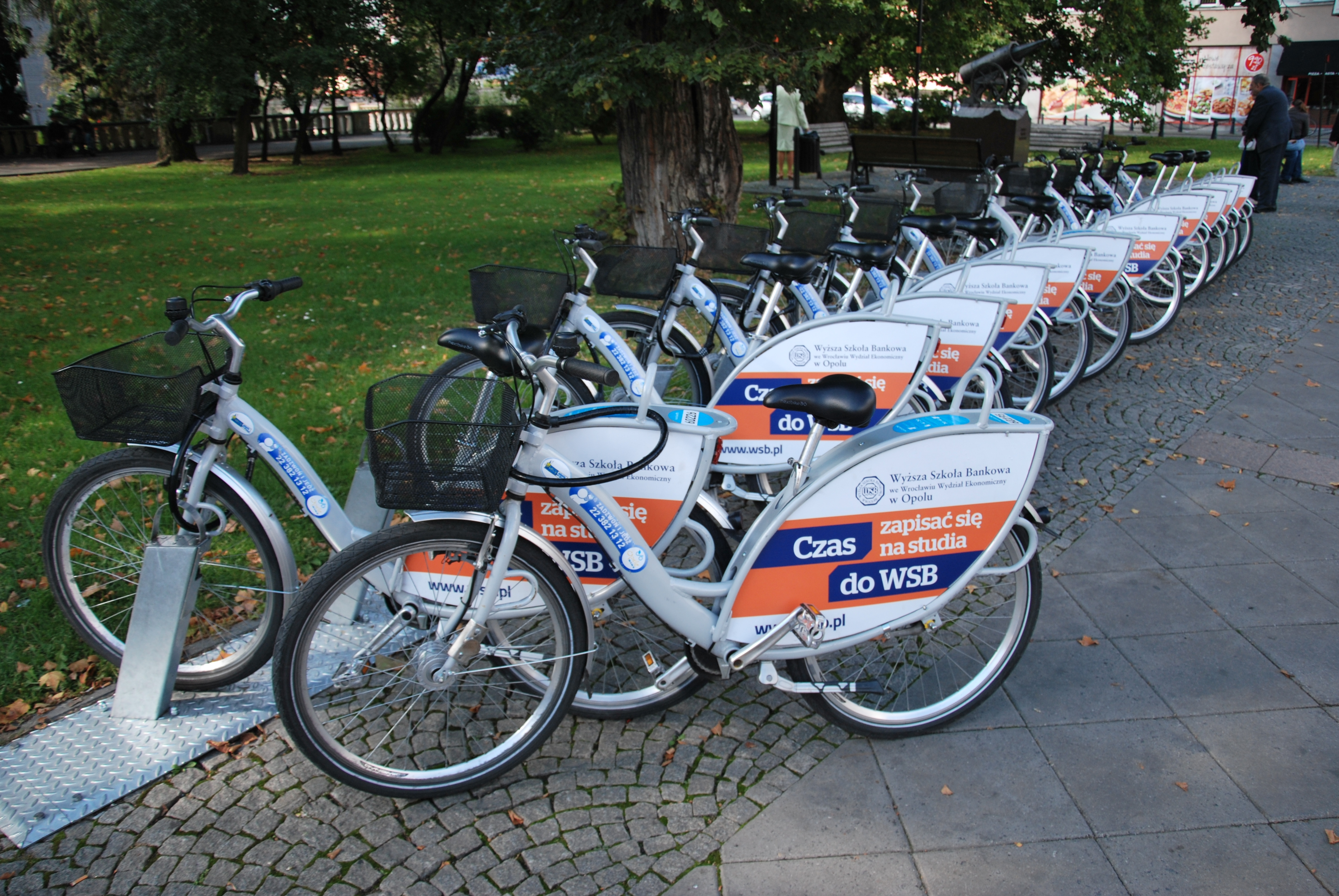
Stacja rowerów miejskich